# Palazzo Scura
Palazzo Scura è un palazzo storico di Modugno (BA) che trova in via Demetrio Scura, nei pressi di Piazza Romita Vescovo.
Il palazzo, costruito nel Cinquecento ha una facciata liscia e si sviluppa su tre livelli. L'ingresso principale immette nell'atrio, con volta a botte affrescato con lo stemma di famiglia, che immette nella corte con scalinata verso i piani superiori. Le finestre al primo piano sono squadrate e sormontate da timpani triangolari. Della struttura originaria rimane poco: il salone principale era decorato con scene mitologiche dipinte dal pittore barocco Domenico Scura. Dopo l'unità di'Italia, il palazzo Scura è stato sede del municipio fino al 1899 quando si sposto nell'ex Monastero di S. Maria della Croce, dopo l'estinzione dell'ordine delle Olivetane.
La famiglia Scura (o Escura) è immigrata a Modugno nel 1550 dall'Albania. La famiglia fu ammessa al Sedile dei Nobili di Modugno nel 1760. Lo stemma di famiglia  rappresenta un guerriero che lega il proprio cavallo ad un albero; forse rappresenta colui che diede lustro alla famiglia e guadagnò il titolo nobiliare con le sue imprese: Demetrio Scura. Lo stemma è presente anche all'interno della chiesa di Sant'Agostino, sull'altare gentilizio. Domenico Scura fu un combattente al servizio dell'imperatore Carlo V. Nelle battaglie contro i Turchi ebbe modo di dimostrare il proprio valore con le armi. Nel 1553 fu insignito del titolo di “Cavaliere aurato”.
Altro esponente di spicco della famiglia Scura fu Domenico, sacerdote e pittore allievo di Nicola Gliri. Dipinse il soffitto ligneo della Chiesa Matrice, i quadri della cappella gentilizia nella chiesa di S. Agostino, e decorò il palazzo di famiglia dipingendo nel salone principale scene del monte Parnaso e delle Muse.
Nicola Scura fu sindaco di Modugno in diverse occasioni nel corso del XVIII secolo. Francesco Scura fu sindaco di Modugno dal 1804 al 1806.